# Chiesa di San Lorenzo Martire (Buja)
La pieve di San Lorenzo Martire è la parrocchiale di Monte, frazione del comune sparso di Buja, in provincia e arcidiocesi di Udine; fa parte della forania del Friuli Collinare

## Storia
La prima citazione della pieve di Monte risale al 792, ma è accertato che una chiesa esisteva lì già nel VI secolo. Si sa che nel 1248 venne consacrata la nuova pieve. Nel XVI secolo il campanile assunse la forma che noi oggi vediamo.
La chiesa venne parzialmente ricostruita tra il 1871 e il 1883. Danneggiata gravemente dal terremoto del Friuli del 1976, la pieve venne ristrutturata completamente nel 2002.